# Personal Shopper
Personal Shopper is een Franse film uit 2016, geschreven en geregisseerd door Olivier Assayas. De film ging op 17 mei in première op het filmfestival van Cannes in de competitie voor de Gouden Palm.

## Verhaal
De 25-jarige Maureen is een Amerikaanse die in Parijs woont en persoonlijk assistente is van een mediafiguur, voor wiens garderobe zij verantwoordelijk is. Ze haat de baan maar kan niets beters vinden om haar verblijf te betalen. Ook heeft ze de gave om te communiceren met de doden. Ze wacht nu op de geest van haar tweelingbroer die enkele maanden geleden overleden is, en waarmee ze een afspraak was overeengekomen. 

## Rolverdeling
| Acteur               | Personage   |
| -------------------- | ----------- |
| Kristen Stewart      | Maureen     |
| Lars Eidinger        | Ingo        |
| Sigrid Bouaziz       | Lara        |
| Nora von Waldstätten | Kyra        |
| Anders Danielsen Lie | Erwin       |
| David Bowles         | Victor Hugo |
| Ty Olwin             | Gary        |

## Productie
In mei 2015 werd aangekondigd dat Kristen Stewart de hoofdrol zou spelen in de nieuwste film van Olivier Assayas. De filmopnamen gingen van start in oktober 2015 in Parijs.